# Ettercap
Ettercap est un logiciel libre d'analyse du réseau informatique, créé à l'origine par les programmeurs italiens de la Hacking Team. Il est capable d'intercepter le trafic sur un segment réseau, de capturer les mots de passe, et de réaliser des attaques dites de l'homme du milieu (Man In The Middle) contre un certain nombre de protocoles de communication usuels tels que HTTP, FTP et certains protocoles chiffrés.